# Ropica nigrovittata
Ropica nigrovittata là một loài bọ cánh cứng trong họ Cerambycidae.